# Buparellus patellaris
Buparellus patellaris is een hooiwagen uit de familie Beloniscidae. De wetenschappelijke naam van Buparellus patellaris gaat terug op Roewer.